# Tiridates da Ibéria
Reve II (em latim: Tiridates; em grego: Τιριδάτης; romaniz.: Tiridátēs; em georgiano: თრდატი; romaniz.: Trdat) foi um príncipe da dinastia cosroida que tornar-se-ia rei (mefe) do Reino da Ibéria de 394 a 406.

## Nome
Tiridates (Τιριδάτης, Tiridátēs) é a forma latina do armênio Terdate (Տրդատ, Trdat), que derivou do persa antigo Tiridata (*Tiridata-), "dado/criado por Tir". Foi registrado em grego como Terdates (Τηρδὰτης, Tērdàtēs), Teridates (Τηριδάτης, Tēridátēs), Teridácio (Τηριδάτιος, Tēridátios) e Tiridácio (Τιριδάτιος, Tiridátios).

## Vida
De acordo com as crônicas georgianas, Tiridates era filho de Reve II (r. 345–361) e Salomé e irmão de Sauromaces II (r. 361–363). Seu nome é uma referência a seu avô paterno, o rei da Armênia Tiridates III (r. 298–330). Sucedeu, em idade avançada, seu parente e genro Aspacures III (r. 380–394) e foi forçado a pagar tributo ao Império Sassânida. As crônicas elogiam sua piedade e creditam a ele a construção de igrejas em Rustavi e Necressi. A igreja fundada por Tiridates em Necressi é identificada pelo arqueólogo Nodar Bakhtadze com a basílica em ruínas descoberta em 1998. Tiridates morreu em 406 e foi sucedido no trono por Farasmanes IV, filho de Aspacures III.